# Prudent Bettens
Prudent Bettens (* 4. Juli 1943 in Waregem; † 20. September 2010 ebenda) war ein belgischer Fußballspieler auf der Position eines Stürmers, der nach seiner aktiven Karriere als Fußballtrainer arbeitete, dabei aber vorwiegend im Amateurfußball angesiedelt war.

## Vereinskarriere
Er begann seine Karriere Ende 1959 im Alter von 16 Jahren beim späteren D2- und Erstliga-Verein KSV Waregem. Bei den Flamen spielte er bis zur Saison 1972/73, in der er jedoch nur noch siebenmal eingesetzt wurde. Nach insgesamt 295 absolvierten Partien und 115 erzielten Toren in der Derde klasse A, der Zweiten Liga sowie der Jupiler League suchte er 1971 eine neue Herausforderung bei Cercle Brügge. Für diesen Verein war er bis 1973 aktiv und absolvierte dort 30 Ligaspiele, in denen ihm insgesamt drei Treffer gelangen. In den beiden folgenden Spielzeiten trat er für VG Oostende an. Als weitere Karrierestationen sind die Vereine FC Brakel, Avelgem und Lokerse SV verzeichnet.

## Trainerlaufbahn
Nach seinem Karriereende als aktiver Spieler arbeitete er 2001 auch als Trainer des KSV Waregem, bevor dieser mit dem Zultse VV zu Zulte Waregem fusionierte. FC Brakel, Lokerse SV, SK Roeselare, Zwevegem, Denderhoutem und SK Torhout waren weitere Vereine, die er im Laufe seiner Trainertätigkeit betreute.

## Nationalmannschaft
Für die Nationalmannschaft Belgiens absolvierte der Stürmer in den Jahren 1967 und 1968 insgesamt drei Länderspiele.

## Auszeichnungen
Bettens wurde in Waregem zum Spieler des Jahrhunderts gewählt.